# 漢斯德拍賣特大詐騙案
漢斯德拍賣特大詐騙案發生於2019年中華人民共和國南京市一帶，屬於古董鑑定詐騙的典型案件，2020年後於中国中央电视台综合频道《今日说法》作為宣傳案例播出。

## 案情
2019年上半年起，南京市建邺区公安局陸續接獲群眾報案數十起，指稱嫌疑人王某於市中心豪華辦公大樓開設的「藏寶齋」拍賣公司有詐騙嫌疑。藏寶齋公司經營方式為代客拍賣骨董，收取手續費每件一萬元人民幣。不論物件大小，許多人一次繳交十多萬元手續費，但拍賣永遠流拍，只能不斷交錢參加下一場。
2018年才成立的藏寶齋公司，在大陸網路上的古玩主要交易網站如《中華古玩網》等甚至通用入口搜索引擎，都有一定知名度。事後發現，此為王某每年交費三萬多元請的網路行銷最佳化公司為其打造，讓其在關鍵字排名和網路聲量等方面有優勢，吸引想拍賣家中文物但不得渠道者上鉤。受騙者來到藏寶齋公司後會見到一自稱台灣「中正拍賣公司首席鑑定官張小山」的大師級人士開始鑑定，幾乎任何東西都會被鑑定為真品且價值高昂，之後多名業務員出面游說受騙者交由藏寶齋公司拍賣保證拍出，以騙取手續費為目的。然而自稱張小山的大師級人士其實為冒名頂替的無業遊民。
藏寶齋公司能大舉詐騙的關鍵有三：
- 其一是自稱中國拍賣行業協會會員，並有一張會員證書放在公司前台。然而會員證書實為偽造，有心人只要上中國拍賣行業協會網站查詢會員名錄就能識破[3]。然而古玩玩家多數年紀較大，不熟悉電腦操作，也無上網查證概念。同時，中國拍賣行業協會網站的會員名錄並非直接呈現，而是須下載一Excel檔案後解開方可看見，對於電腦知識稀缺者更難操作，讓其得以魚目混珠。
- 其二是自稱中正拍賣公司唯一授權大陸代理收貨商，並有「中正拍賣公司首席鑑定官張小山」長期駐紮看貨為證，然全為編撰詐騙。張小山的網路所能查閱資歷是網路行銷公關所打造的假網頁，張小山也未有任何行業內名望、只是王某找來的無業遊民。此事受限於台海兩岸來往不便和交通成本，多數人無法赴台查證。
- 其三最關鍵點是自稱經營「新加坡漢斯德拍賣會」[4]，該拍賣會堪比苏富比和保利拍賣等世界級拍賣公司的拍賣會，僅略低一級。同時，網上公關還打造了新加坡漢斯德拍賣會眾多假新聞網頁供人查閱，顯示其每年兩場拍賣會都是冠蓋雲集、無比輝煌，且拍出成交率高達4成，顯示的藏品也都成交價格不斐。

當每半年受騙者累積一定數量後，藏寶齋會真的前往新加坡舉行一場「新加坡漢斯德拍賣會」，並製作精美印刷的拍賣目錄寄給每個受害人，包含租用場地和會場布置等皆有模有樣；但全場包含拍賣官都為假戲，台下買方都是臨時演員。會上安排一兩件藏品以數百萬元人民幣成交的假交易堵人口實，而受害者的藏品絕對會無人競拍而流拍。幾乎所有受害者都在國內等消息，受限交通成本等因素少有人親自前往新加坡現場，即使個別人前往也很難看出破綻。
會後，業務員將拍賣現場視頻寄給每個客戶證明有舉辦，且每個人也看到自己藏品被拍賣官登上大螢幕之後流拍，讓人無話可說。
公安機關介入後採取假扮賣方等臥底方式偵查，並查證所謂張小山的資歷，逐漸撕開突破口，2019年6月份大舉抓捕涉案人共48人，破獲此詐騙團夥。團夥出事後，藏寶齋網店和漢斯德拍賣眾多假新聞網頁也未再更新，停留在當時日期。2020年8月，南京市建邺区人民检察院以《中华人民共和国刑法》合同诈骗罪起訴此案中偵查終結的13人，藏寶齋老闆王某和其餘人因涉及另案尚在羈押偵查；其中查出王某早在案發數年前就成立上海永欣拍卖、南京雅藏拍卖等另兩間公司用類似手法詐騙多年，每兩年多就會捲款結束公司避一陣風頭之後另起新公司行騙。